# Constitution espagnole de 1869
 (avril 2024).
Si vous disposez d'ouvrages ou d'articles de référence ou si vous connaissez des sites web de qualité traitant du thème abordé ici, merci de compléter l'article en donnant les références utiles à sa vérifiabilité et en les liant à la section « Notes et références ».
Constitution espagnole de 1845 Constitution espagnole de 1876
La Constitution espagnole de 1869 est une constitution du royaume d'Espagne de caractère libéral et monarchique adoptée après le succès de la révolution de 1868. Elle remplace la Constitution de 1845, qui fut la norme suprême du royaume durant le règne d'Isabelle II. Elle reste en vigueur jusqu'à la promulgation de celle de 1876.

## Historique
Pendant le triomphe de la Révolution de 1868 fut convoquée une assemblée constituante dans laquelle dominaient les partis vainqueurs de la révolution : les progressistes obtinrent 160 sièges, l'Union Libérale 80, les républicains 80, les démocrates 40 et les carlistes 36.
Logiquement, la nouvelle constitution espagnole, promulguée en 1869, avait un caractère libéral et monarchique. Elle établissait la souveraineté nationale, qu'elle mettait entre les mains des Cortès, le suffrage universel, la liberté de la presse, puis d'association et de réunion, l'involiabilité du domicile, et, les plus révolutionnaires, la liberté d'enseignement et de culte, bien que l'État s'engageât à soutenir le culte catholique.
Le général Serrano fut nommé régent et Prim prit en charge la présidence du gouvernement et se mit à la recherche d'un roi pour l'Espagne, avec l'opposition déclarée des républicains et des carlistes.

## Sources
- (es) Cet article est partiellement ou en totalité issu de l’article de Wikipédia en espagnol intitulé « Constitución española de 1869 » (voir la liste des auteurs).